# Phản ứng hàng hải sau Sự kiện 11 tháng 9

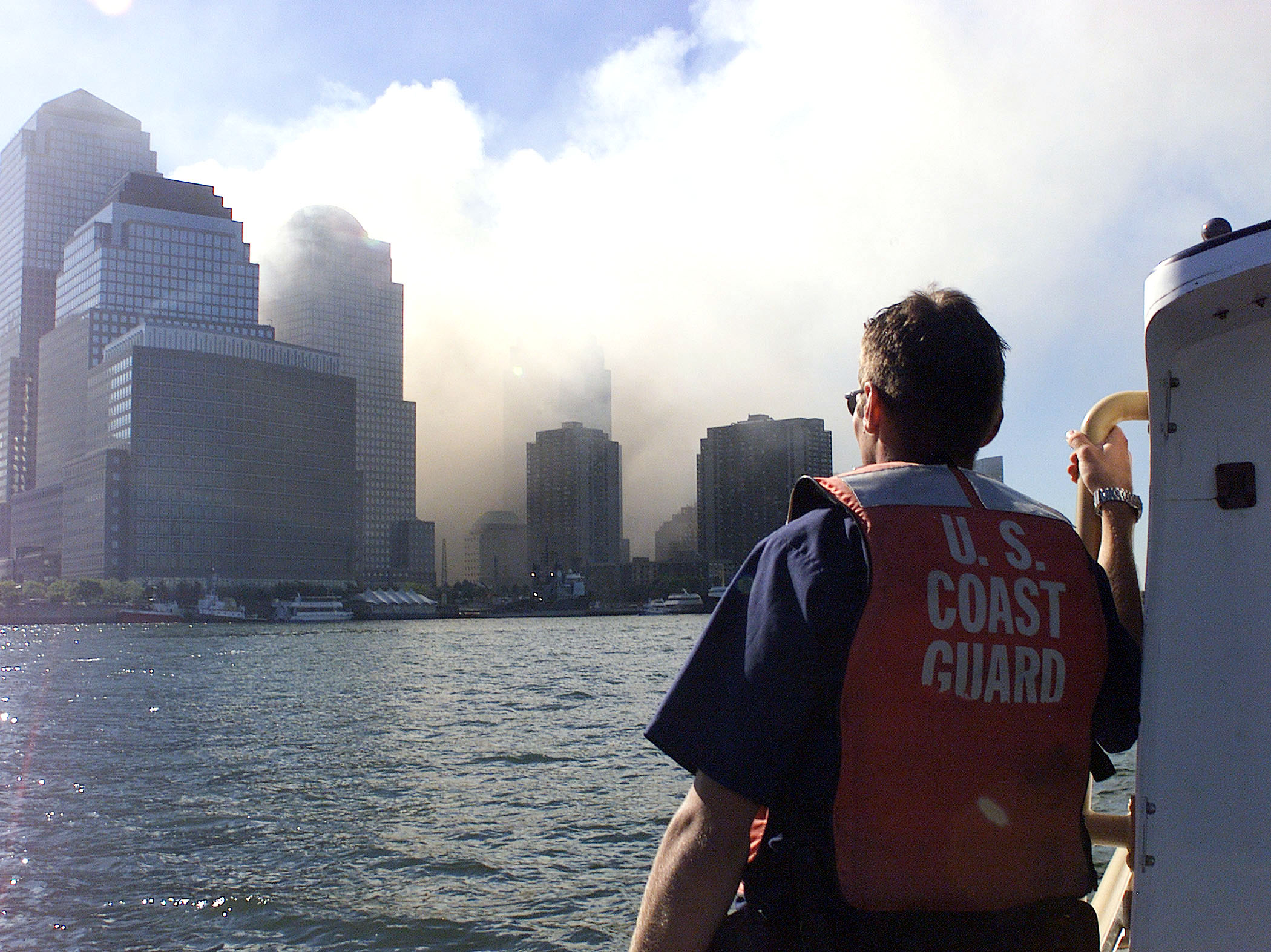
Lực lượng Bảo vệ Bờ biển Hoa Kỳ di chuyển trên sông Hudson, ngày 11/9.

Sau khi Chuyến bay 175 của United Airlines đâm vào Tháp Nam (WTC 2), chính quyền New York đã ngay lập tức phong tỏa và đóng cửa các tuyến đường New York, nhưng vẫn mở cửa các ga tàu hỏa và bến tàu. Cảnh sát biển Hoa Kỳ sau đó đã phối hợp sử dụng tàu buôn, tàu kéo và phà lớn để sơ tán những người bị mắc kẹt và bị thương. Hơn 150 tàu khác nhau và 600 thủy thủ đã giúp sơ tán mọi người và chuyển giao hàng tiếp tế trong những ngày sau vụ tấn công.

## Bối cảnh
Sau khi Chuyến bay 175 đâm vào Tháp Nam, Cảng vụ New York và New Jersey đã đóng tất cả các cây cầu và đường hầm thuộc thẩm quyền của họ.Hệ thống đường MTA cũng đóng các giao lộ vào Manhattan trong ít nhất một ngày sau các cuộc tấn công, làm cho nhiều người bị mắc kẹt ở Hạ Manhattan hoặc phải sơ tán qua các giao lộ Sông Đông, như Cầu Brooklyn đông đúc và hẹp.
Lực lượng Bảo vệ Bờ biển Hoa Kỳ khu vực New York đã đóng cửa Cảng New York đối với mọi hoạt động tàu thuyền.  Sau khi Tháp Nam sụp đổ, nhiều người di tản bắt đầu đến các cầu tàu Hạ lưu Sông Hudson để cố gắng di tản.

## Phản ứng
Có gần hơn 270.000 người đã được di tản bằng hàng hải ra khỏi khu vực Ground Zero. Đã có khoảng 130 đến 150 chiếc thuyền được sử dụng để ứng phó, từ Phà Staten Island có thể chứa khoảng 6.000 người đến xuồng hơi có thể chở khoảng hai hoặc ba hành khách cùng một lúc.

### Quân đội và chính phủ
Dịch vụ Giao thông trên biển của Cảnh sát biển Hoa Kỳ và Đơn vị hàng hải của Sở Cảnh sát New York đã phát tín hiệu vô tuyến khẩn cấp tới tất cả các tàu thuyền gần đó để giúp sơ tán người dân khỏi Battery Park. Ngoài việc phối hợp di tản, đơn vị cũng đã hỗ trợ di chuyển sắt vụn đến bãi chôn lấp Fresh Kills và di chuyển, thu hồi tài sản. Các tàu của Cảnh sát biển Hoa Kỳ đã phản ứng bao gồm các tàu tuần tra USCGC Katherine Walker, USCGC Adak và USCGC Tahoma.
Sau khi 2 tòa tháp sụp đổ, tàu kéo USCGC Hawser, đã có mặt tại Cảng New York và đóng vai trò là Chỉ huy hiện trường. Adak đến hiện trường một giờ sau đó và đảm nhiệm trách nhiệm tương tự. Trong nhiều giờ, Adak đã phối hợp sơ tán dân thường, vận chuyển lính cứu hỏa và nhân viên cứu hộ, cũng như thiết lập các khu vực an ninh để bảo vệ các tài sản có giá trị cao khác khỏi các nguy cơ tấn công khác. Nhiều tàu cứu hỏa của Sở Cứu hỏa Thành phố New York, đã đến hiện trường và thực hiện các hoạt động chữa cháy từ mặt nước, bơm nước từ bến cảng với áp suất cao vào vòi của lính cứu hỏa trên bờ khi thiếu nguồn nước trên mặt đất.

### Dân sự
Nhiều tuyến phà, bao gồm Phà Staten Island và SeaStreak, đã hỗ trợ cho việc sơ tán. Nhiều loại tàu thuyền khác nhau ở khu vực đô thị New York đã phản hồi các cuộc gọi khẩn cấp và có mặt. NY Waterway, với đội tàu gồm 24 chiếc, đã di tản gần 150.000 người.

## Nhận xét
Nhiều cơ quan thông tấn và báo chí đã ca ngợi sự phối hợp và sơ tán trên biển. Norman Mineta, Bộ trưởng Bộ Giao thông Vận tải Hoa Kỳ trong phiên điều trần của Ủy ban 11/9, cho biết phản ứng này là "cuộc di tản hàng hải lớn nhất được thực hiện trong lịch sử Hoa Kỳ".  Liên đoàn Hải quân Hội đồng New York của Hoa Kỳ đã vinh danh những người điều hành hàng hải vì lòng anh hùng của họ trong chuơng trình kỷ niệm 20 năm vụ tấn công.
Năm 2011, một bộ phim tài liệu có tên Boatlift: An Untold Tale of 9/11 Resilience đã được công chiếu, kể chi tiết những câu chuyện về các thủy thủ đoàn phản ứng với cuộc di tản, được tường thuật bởi Tom Hanks.